# Xã Long Creek, Quận Decatur, Iowa
Xã Long Creek (tiếng Anh: Long Creek Township) là một xã thuộc quận Decatur, tiểu bang Iowa, Hoa Kỳ. Năm 2010, dân số của xã này là 396 người.